# Буткевич Максим Олександрович
Макси́м Олекса́ндрович Бутке́вич (16 липня 1977 , Київ ) — український правозахисник, журналіст, громадський діяч, військовослужбовець.
Найбільш відомий своїми зусиллями з допомоги біженцям та переселенцям, а також протидії дискримінації, понад два роки Максим Буткевич перебував у російському полоні під час Російсько-української війни.

## Початок біографії, освіта
Народився в Києві в інтелігентній родині. З дитинства мріяв бути космонавтом, але лікарі виявили проблеми з серцем. Закінчивши загальноосвітню школу, навчався в Українському гуманітарному ліцеї.
У 13-річному віці виступив на мітингу під час Революції на граніті (1990).
Вступив на факультет філософії КНУ ім. Шевченка, який закінчив зі ступенем спеціаліста з філософії (спеціалізація — соціальна філософія та філософія історії). З 1998 по 1999 Максим працював методистом кафедри культурології та археології Національного університету «Києво-Могилянська Академія».
Під час здобуття освіти закінчив військову кафедру, отримав звання лейтенанта запасу.
Згодом навчався в Університеті Сассексу (Брайтон, Велика Британія), де здобув ступінь магістра мистецтв з антропології (спеціалізація — антропологія розвитку і соціальної трансформації).

## Журналістська діяльність
Шлях журналіста в кар'єрі Максима розпочався у 1999 році на позиції кореспондента/редактора відділу міжнародної інформації телеканалу СТБ. Потому (2001) він перейшов до відділу міжнародних новин ТСН на телеканалі «1+1».
З 2003 року Буткевич у Великій Британії — працює продюсером/журналістом Української секції Всесвітньої служби BBC в Лондоні. По закінченні 18-місячного контракту залишився журналістом-фрілансером для місцевих інформаційних вебсайтів, радіостанцій.
2006 року повертається до України, стає журналістом відділу міжнародної інформації ТСН, а наступного року — спеціальним кореспондентом міжнародного відділу «НІС» (телеканал «Інтер»).

## Активізм та правозахист

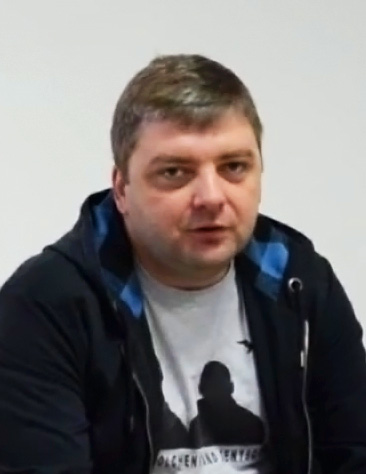
На зустрічі під егідою Комітету солідарності політв'язнів Криму 3 жовтня 2015

«Працювати у корпораціях, де над тобою ієрархія — цікаво, але мені ближчі мережі, які складаються з невеличких мобільних груп».
Після BBC Буткевич на деякий час залишився в Брайтоні, де навчався в Університеті Сассексу та залучався до анархістського й антиглобалістського середовища.
У 2008 році Максим Буткевич став співзасновником і співкоординатором неурядової ініціативи «Без кордонів» ГО «Центр „Соціальна дія“», що моніторить ситуацію з правами людини в Центральній Азії та інших регіонах, право на притулок та права біженців в Україні, протидію ксенофобії та расизму.
У проєкті «Без кордонів» Максим займався захистом біженців, переселенців і осіб без громадянства, досліджував мову ворожнечі.
У 2009—2012 рр. брав участь у роботі Школи професійної журналістики «Нова Україна» (поряд з І. Бекешкіною, Є. Бистрицьким, О. Богуцьким, І. Бураковським, В. В'ятровичем, О. Герасим'юк, Д. Гнапом, Д. Добродомовим, О. Духніч, Т. Качкою, С. Квітом, В. Кіпіані, М. Княжицьким, М. Козюброю, І. Коліушком, В. Куйбідою, А. Куликовим, С. Лещенком, М. Мариновичем, О. Мартиненком, Ю. Мостовою, В. Паніотто, М. Поповичем, І. Семиволосом, В. Сюмар, В. Фесенком, О. Шалайським та ін.) Одночасно проводив тренінги, читав публічні лекції в Києво-Могилянській академії.
Протягом декількох років працював спеціалістом зі зв'язків з громадськістю в Управлінні Верховного Комісара ООН у справах біженців у регіоні Україна — Молдова — Білорусь. Був радником Офісу УВКБ ООН.
2012 року разом з Тетяною Печончик та Мариною Говорухіною заснував громадську організацію «Центр інформації про права людини» (Центр прав людини ZMINA).

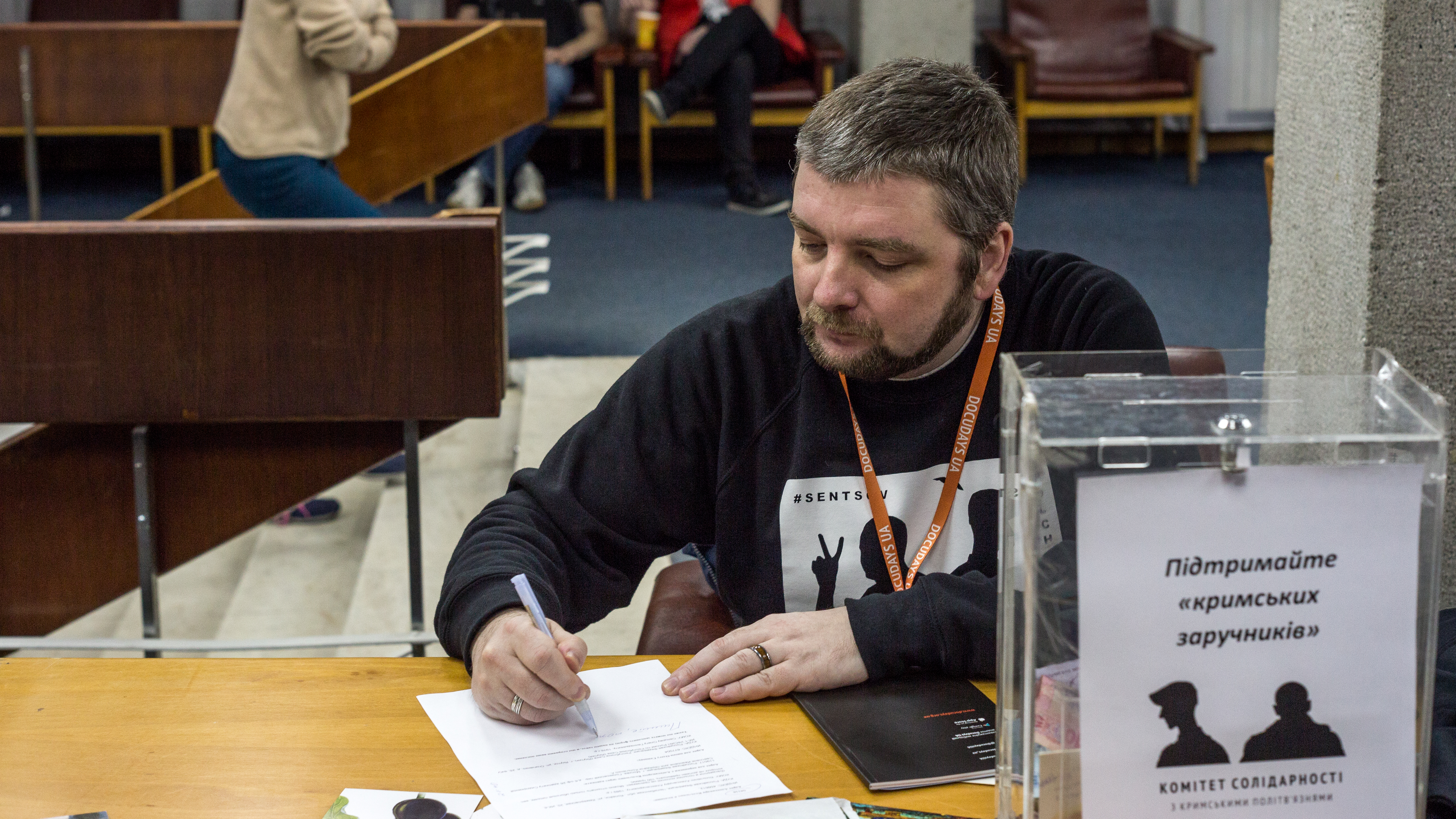
Під час акції на підтримку кримських політв'язнів на фестивалі «Docudays» у 2017 році

2013-го став співзасновником «Громадського радіо», де працював журналістом і ведучим два роки; під час протестів на Майдані відзначився у громадських правозахисних протестних ініціативах.
З березня 2014 Буткевич залучений як координатор до «Ресурсного центру допомоги вимушеним переселенцям» — спільного проєкту громадських ініціатив, які опікуються допомогою внутрішньо переміщеним особам, і Секретаріату Уповноваженого Верховної Ради з прав людини. Метою ініціативи була допомога переселенцям з Криму й Донбасу: пов'язувати тих, хто надає житло, і тих, хто його потребує, надавати їжу, одяг, ліки, консультації.
Також він став активним учасником Комітету солідарності з заручниками Кремля, активно боровся за визволення українських політв'язнів, зокрема Геннадія Афанасьєва, Олега Сенцова, Олександра Кольченка.
Був членом Громадської ради при МВС (2008—2010), членом Національного комітету Amnesty International Ukraine (2007—2008), учасником / тренером Національної освітньої програми «Розуміємо права людини». До того ж модерував покази та події Docudays UA, консультував Альянс громадського здоров'я (Україна).

## Війна і полон
На початку широкомасштабного вторгнення Росії Буткевич намагався організувати виїзд до безпечних регіонів біженців, якими опікувався на той час, а після того став до лав захисників України. Він розмістив допис на Фейсбуці такого змісту:
«На жаль, мушу поставити свою діяльність із допомоги біженцям, гуманітарну і правозахисну активність на паузу. Думаю, зі світлини можна зрозуміти, чому […] Бувають часи, коли треба бути готовим захищати те, що важливе — я твердо вірю в це. А решта — після перемоги».
Службу проходив у 210-му спеціальному окремому батальйоні «Берлінго», брав участь у визволенні Київщини на Ірпінському напрямку. Його військовим прізвиськом стало «Мозес».
14 червня 2022 року батальйон висунувся на схід, на село Мирна Долина Луганської області.
21 червня командир взводу Буткевич з іншими військовослужбовцями ЗСУ потрапив у полон у районі захопленого ворогом с. Мирна Долина. Сталося це так: з групою Буткевича, що перебувала на спостережному пункті, зв'язався інший український військовик і повідомив, що допоможе їм вийти з оточення. Коли бійці дісталися потрібної точки, цей військовик сказав, що зі вчорашнього дня він також у полоні, і їм краще здатися. Росіяни були в найближчій посадці — довелося скласти зброю.
При здачі в полон в українців відібрали цінні речі, але дали води, покурити і не били.
Російські пропагандисти опублікували відео допиту. Згодом Міноборони РФ підтвердило, що Буткевич є військовополоненим і станом на 9 серпня перебуває на території окупованої Луганщини.
|                                                                                            |  |  |
| Учасники 20-го фестивалю Docudays UA (червень 2023) закликають звільнити Максима Буткевича |  |  |

У полоні, за свідченням Максима, йому забороняли використовувати слово «війна», відмовляли у визнанні військовополоненим, проводили «політінформацію» і примушували записувати відео зі звинуваченнями командування. Дещо пізніше його побив росіянин, що демонстрував садистські нахили й бажання продемонструвати владу, залякати.
Згодом групу полонених відправили до Луганського СІЗО-1. Максима часто турбували допитами, наполегливо пропонували дати інтерв'ю у стилі російської пропаганди (він відмовився), погрожували катуванням струмом.
13 серпня йому влаштували дуже жосткий допит з метою домогтися «зізнання» у стрільбі з німецького гранатомета по будинку з цивільними; дали на підпис два протоколи з різним описом обставин, але прочитати не дали. Згодом, 19 серпня, Буткевичу запропонували не дивлячись підписувати всі документи, тоді буде швидкий суд і обмін. Він погодився за умови, що в цій «справі» більше нікого не звинувачуватимуть, а також, що не будуть маніпулювати «жертвами».
У той час Буткевичу вдалося поспілкуватися з представником місії ООН з прав людини Діну Митку (Dinu Mitcu).
3 і 6 березня відбулися «судові засідання». 10 березня 2023 Слідчий комітет Росії заявив, що «верховні суди» ЛДНР засудили Буткевича до 13 років позбавлення волі в колонії суворого режиму за фейковим обвинуваченням у «жорстокому поводженні з мирним населенням та військовополоненими, застосуванні заборонених методів у збройному конфлікті, а також у замаху на вбивство двох осіб та навмисне пошкодження чужого майна загальнонебезпечним способом». Оприлюднене також відео з його «визнавальними свідченнями». Події нібито відбувалися в Сіверськодонецьку, хоча Буткевич на той час перебував у Києві.
Є ознаки, що вказують на катування Буткевича в СІЗО тимчасово окупованого Луганська. Сам Максим розповів, що харчування і побутові умови були дуже поганими.
22 серпня 2023 року Перший апеляційний суд загальної юрисдикції в Москві залишив чинними 13 років ув'язнення, але фактичний строк перебування під вартою зменшив на сім місяців. Сам Максим Буткевич був присутній на засіданні через відеозв'язок та в останньому слові висловив подяку всім, хто його підтримує. Тоді в нього була перша нагода поспілкуватися зі знайомими та друзями, які прийшли на суд, зателефонувати батькам.
Після апеляції Буткевича перевели до місця відбування покарання — колонії № 2 у Красному Лучі Луганської області. У колонії умови утримання були кращими, але адміністрація заблокувала йому зв'язок із зовнішнім світом, у тому числі з адвокатом. Напередодні обміну в Максима стався невеликий серцевий напад.
Його звільненням опікувалися Об'єднаний центр із пошуку та звільнення полонених та друзі-правозахисники, він був включений до списків на обмін.
18 жовтня 2024 року через батька Буткевича було поширено інформацію, що Максима Буткевича повернули з російського полону. Групу у складі з ним вивезли літаком до Білорусі, а звідти автобусом.
У своєму першому після звільнення інтерв'ю Громадському радіо Буткевич повідомив, що на другий день після потрапляння в полон йому завдали травми руки. Він також відзначив, що умови в колонії були кращими в порівнянні з СІЗО, коли його ще вважали військовополоненим. Крім того, колишній в'язень сказав, що в полоні всіх змушували працювати і ця робота ніяк не оформлювалась.
У полоні він втратив понад 25 кілограмів ваги, в нього погіршився зір.

## Після полону
13 січня 2025 Буткевич виступив на спеціальному засіданні Ради Безпеки ООН у Нью-Йорку на тему «Порушення міжнародного гуманітарного права щодо українських військовополонених і затриманих цивільних осіб». Максим висловився щодо ситуації з військовополоненими та цивільними, незаконно утримуваними внаслідок російської агресії.
Він також побував у Вашингтоні, Брюсселі, Страсбурзі, Мюнхені, Копенгагені з розповідями про досвід свого виживання.
Матвій Вайсберг написав його портрет.
24 січня 2025 року ввійшов до складу Виконавчої Ради Українського ПЕН. У лютому 2025 його обрали членом капітули з обрання лауреата Премії імені Георгія Ґонґадзе.

## Нагороди, відзнаки, підтримка

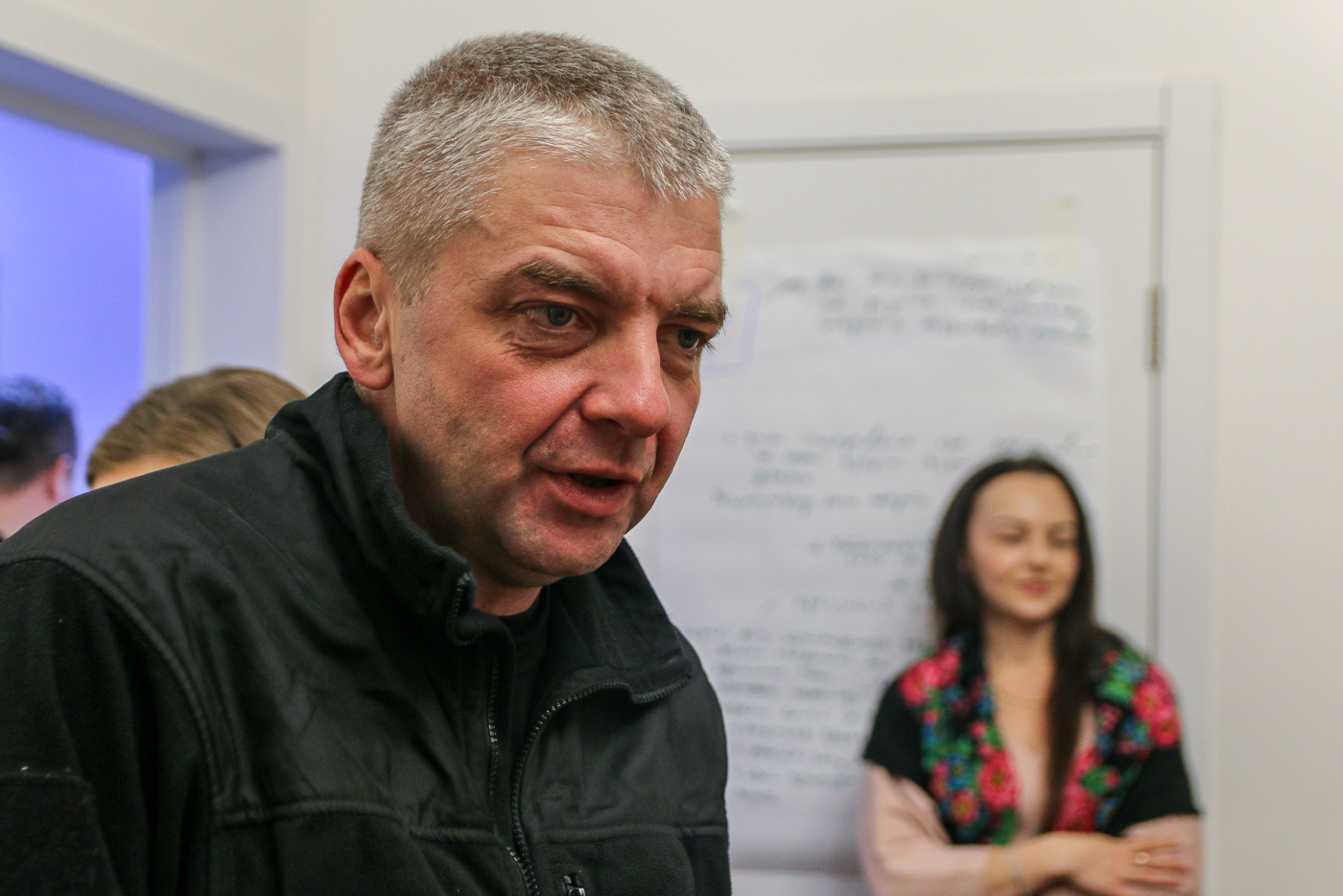
На зустрічі 25 листопада 2024

- Орден «За мужність» III ступеня (6 червня 2025) — за вагомий особистий внесок у розвиток вітчизняної журналістики та інформаційної сфери, мужність і самовідданість, виявлені під час висвітлення подій повномасштабного вторгнення Російської Федерації на територію України, багаторічну сумлінну працю[35].
- Премія «Історія несправедливості» (англ. The Strories of Injustes Award) чеської організації People in Need (2022)[14].
- Згаданий у нобелівській промові голови організації «Центр громадянських свобод» Олександри Матвійчук (2022)[36].
- Спеціальна відзнака нагороди імені Анни Франк за людську гідність і толерантність (англ. Anne Frank Special Recognition Award for Human Dignity and Tolerance) від посольства Нідерландів у США (2023)[37].
- Національна правозахисна премія (2023)[38]. Цю премію вручає платформа «Правозахисний порядок денний» — коаліція організацій Українська Гельсінська спілка з прав людини, Харківська правозахисна група, Amnesty International в Україні, Центр прав людини ZMINA, Центр досліджень правоохоронної діяльності, зокрема Центр громадянських свобод і проєкти «Без кордонів» та «Євромайдан SOS».
- Премія «Української правди» 2024 у номінації «Громадянська позиція»[39].

Під час церемонії нагородження European Film Awards-2022 прапор з портретом Буткевича супроводжував українську команду у складі режисера Дмитра Сухолицького-Собчука та продюсерки Олександри Сорохан.
Не Берлінале-2023 представники української кіноіндустрії закликали міжнародну культурну спільноту вимагати звільнення Максима Буткевича з російського полону.
На відкритті 20-го ювілейного кінофестивалю Docudays UA, що проходив з 2 по 8 червня 2023 року в Києві, закликали звільнити Максима з полону.